# Agent Cody Banks 2: Destination London
Agent Cody Banks 2: Destination London (bra: O Agente Teen 2 - Missão Londres; prt: Cody Banks 2 - Missão em Londres)[carece de fontes?] é um filme estadunidense de 2004, do gênero comédia de ação, dirigido por Kevin Allen, sendo a sequência do filme de 2003 Agent Cody Banks. Frankie Muniz foi a única grande estrela a retornar, com Hannah Spearritt interpretando o interesse amoroso e Anthony Anderson como o ajudante. O filme se passa em Londres, com Cody tentando recuperar um software roubado que ativa o projeto de controle da mente do governo.
O filme arrecadou US$ 28,818,995 em todo o mundo, uma queda significativa do filme original, que arrecadou mais de $50 milhões no mercado internacional.

## Sinopse
O agente da CIA Victor Diaz, insatisfeito com o seu cargo de instrutor de agentes adolescentes da agência (disfarçado de monitor de acampamentos para jovens), resolve roubar um aparelho ultra-secreto de controle de mentes e foge para Londres. Um de seus alunos, Cody Banks, é designado pelo Diretor da CIA para perseguir o traidor. Em Londres, Cody se disfarça de aluno de música da Senhora Kentworth, cujo marido se associou à Diaz para desenvolver o aparelho e controlar as mentes de líderes mundiais.[carece de fontes?]

## Elenco
- Frankie Muniz...Cody Banks
- Anthony Anderson...Derek
- Hannah Spearritt...Emily
- Cynthia Stevenson...Senhora Banks
- Daniel Roebuck...Senhor Banks
- Connor Widdows...Alex Banks
- Keith Allen...Victor Diaz
- Keith David...Diretor da CIA
- Anna Chancellor...Senhora Josephine Kentworth
- James Faulkner...Senhor Kentworth
- David Kelly...Trevor
- Santiago Segura...Dr. Santiago
- Rob Silvers...Kemar
- Jack Stanley...Ryan
- Joshua Brody...Bender
- Sarah McNicholas...Marisa

## Recepção
Rotten Tomatoes dá ao filme uma classificação de 13% "podre" de 94 críticos, comentando que "Crianças jovens podem achar isso divertido aventura em Londres, mas as crianças mais velhas podem achar que é demasiado simplista."